# Torre Boldone
Torre Boldone [ˈtorːe bolˈdoːne] (Tór Boldù [ˈtoɾ bulˈdu , ˈtuɾ bulˈdu] in dialetto bergamasco) è un comune italiano di 8 699 abitanti della provincia di Bergamo in Lombardia.

## Geografia fisica

### Territorio

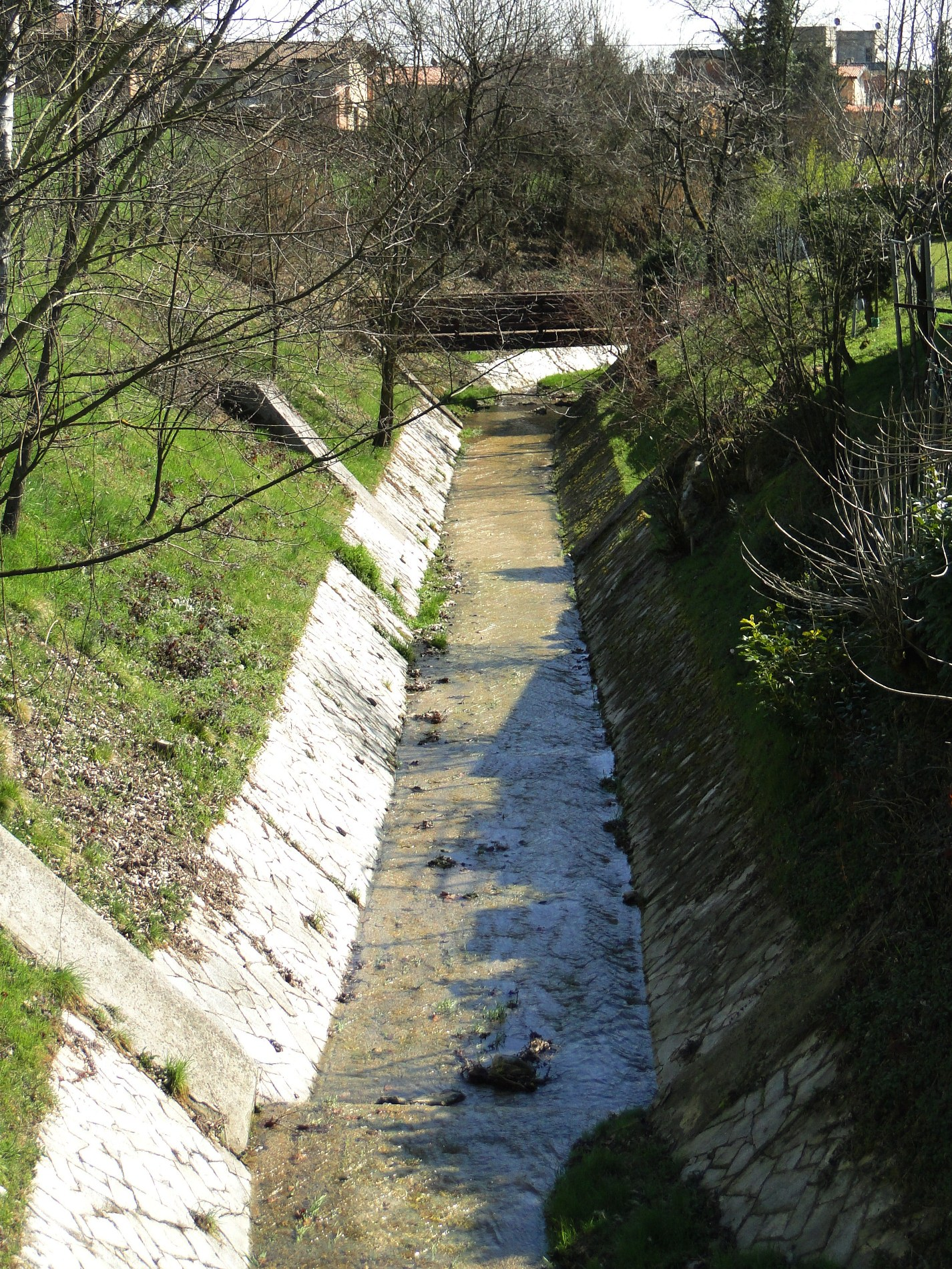
Il torrente Gardellone al suo ingresso nell'abitato

Il territorio comunale di Torre Boldone è situato all'imbocco della val Seriana, sulla destra orografica della stessa, ad un'altezza di circa 280 m s.l.m.
Collocato lungo l'antica strada che collegava la valle con la città di Bergamo, forma ormai un unico agglomerato urbano con la città e i paesi posti più a nord lungo l'asta del fiume Serio.
La superficie misura quasi 3,5 km², di cui quasi la metà è situata nella piana alluvionale, un terzo risulta essere collinare, e la restante parte è invece classificabile come zona montana.
È delimitato a nord dal colle di Ranica, rilievo che si sviluppa ad Est della Maresana e che lo divide amministrativamente dal comune di Ponteranica, posto sull'opposto versante orografico. Ad est ed ovest il territorio viene scandito dalle propaggini che si diramano dalla suddetta altura, e che vanno a formare una piccola vallata denominata valle del Gardellone, nella quale scorre il torrente omonimo. Questi confini naturali delimitano Torre Boldone ad oriente dal comune di Ranica, dal quale è diviso nel tratto più a valle dal torrente Gardellone, mentre ad occidente da Redona, quartiere periferico della città di Bergamo. A sud è invece il corso delle rogge Guidana e Morlana, a suddividerlo da Gorle.
La geografia antropica è stata per secoli molto disomogenea, con gli insediamenti abitativi raggruppati in numerose contrade distanti e scollegate tra loro. Tra queste vi sono Fenile e Gaito nella porzione più elevata, Marzanica e Calvarola nell'area collinare, Viandasso e Imotorre nella zona pianeggiante.
Soltanto a partire dalla seconda metà del XX secolo, in seguito ad un forte sviluppo edilizio, l'urbanizzazione ha raggiunto un livello di sviluppo uniforme, andando a ricoprire quasi completamente l'area pianeggiante e buona parte di quella collinare.
Per ciò che concerne l'idrografia, il corso d'acqua con portata maggiore è il Gardellone, affluente del Serio da destra, che si sviluppa nell'omonima valle e che raccoglie le acque di altri piccoli rivoli, tra cui il rio Pedoga, composti dalle acque in eccesso provenienti dai colli circostanti.

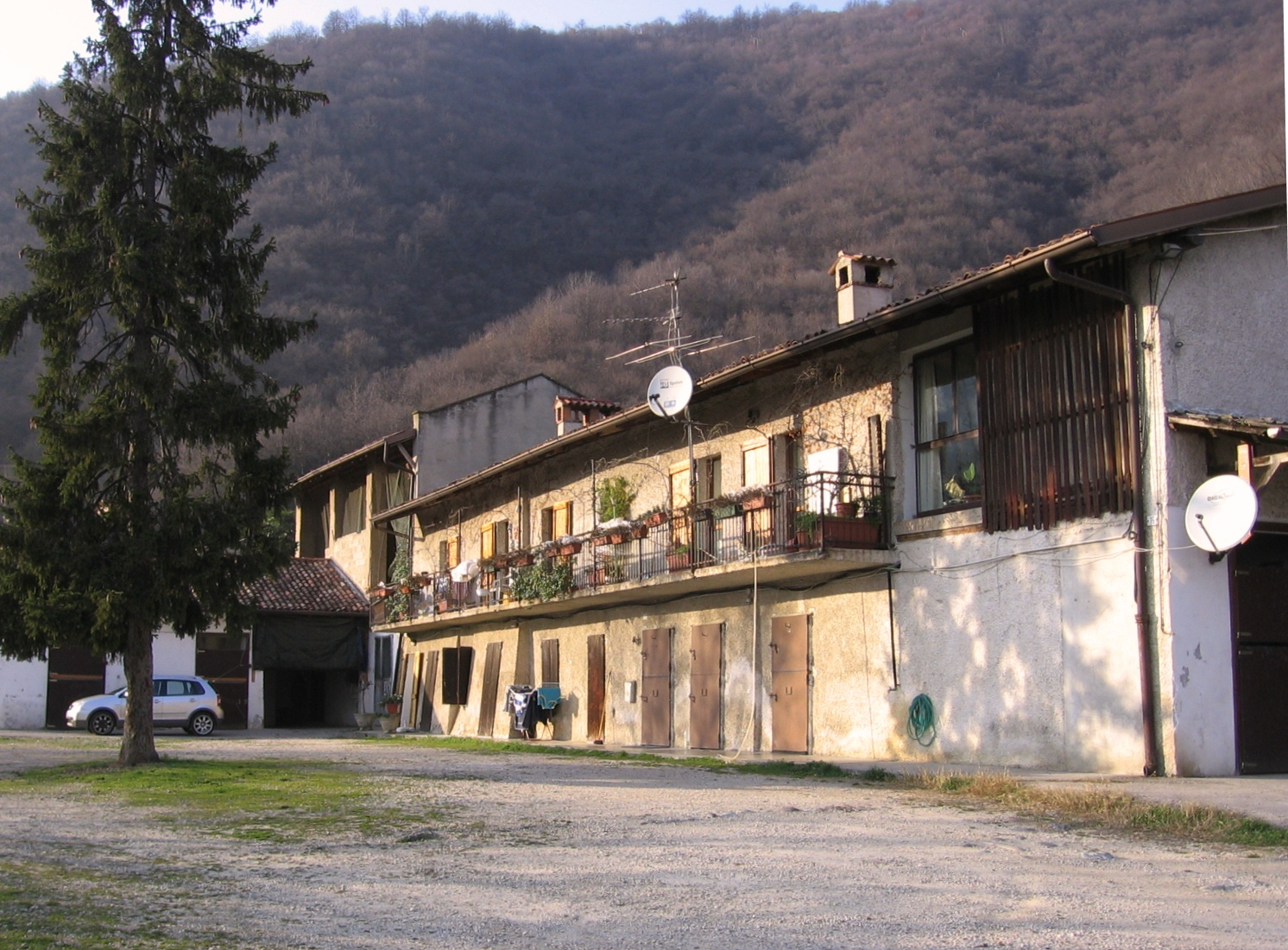
Rustico in località Fenile

Notevole importanza è invece attribuibile ai due canali artificiali, quali la roggia Morlana e la roggia Serio Grande, che molto hanno aiutato lo sviluppo agricolo ed industriale del territorio. Costruite nel periodo compreso tra il XII e il XIII secolo, nascono dalle vasche di carico poste nella porzione meridionale di Albino.
Già in epoca medievale ricoprivano un ruolo fondamentale per i possedimenti del comune di Bergamo presso le campagne della pianura bergamasca, importanza che crebbe nel XIX secolo con l'espansione industriale.
Oltre alle due rogge principali è da segnalare anche la roggia Guidana, che prende vita dalla Morlana proprio sul confine tra Torre Boldone e Gorle.

## Origini del nome
La prima parte del nome deriva, come è logico pensare, da una struttura fortificata presente sul territorio. Quale fosse non è chiaro, anche se l'ipotesi più accreditata è che la torre in questione sia quella di Viandasso, località posta sul confine con Ranica, e storicamente molto rilevante. Altre torri erano comunque presenti in località Imotorre, il cui significato è appunto torre posta in basso, e presso la Calvarola, in posizione più elevata. Il nome Boldone discende invece dal nome proprio Baldo (oppure Baldone): nei primi documenti si riscontra un Paldoni (1046-1093), modificato prima in Paldonis e poi in Poldonis (1187-1259). Successivamente si trova citato Boldonis, da cui Boldoni (1265-1274) e infine Boldonum. Comunque in gran parte dei documenti risalenti all'epoca medievale il paese viene citato solo come Torre.

## Storia

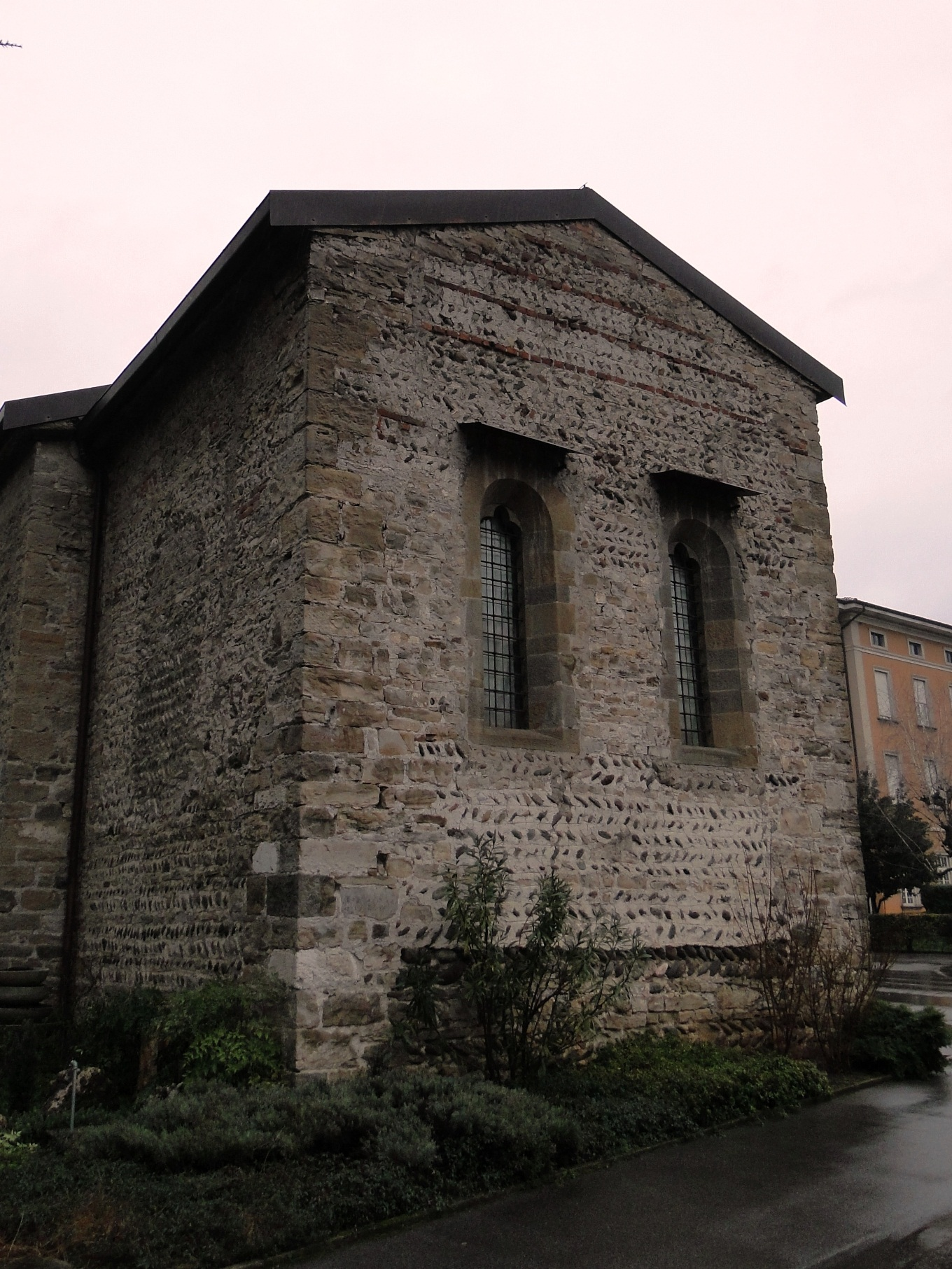
La chiesa di Santa Maria Assunta, nel complesso dell'omonimo monastero

I primi insediamenti, risalenti ad un periodo prossimo al 2.500 a.C., sono stati localizzati nella porzione collinare compresa tra le località Marzanica e Calvarola, una zona favorevole in quanto esposta al sole, riparata da venti, costeggiata dal vecchio corso del torrente Gardellone e posta in posizione di controllo.
Questi primi sporadici nuclei divennero più numerosi a partire dal I millennio a.C., anche se i primi ritrovamenti sono riconducibili al V secolo a.C., periodo in cui si verificò l'arrivo della popolazione dei galli cenomani.
Tuttavia perché si cominciassero a creare piccoli ma definiti agglomerati urbani bisogna aspettare il II secolo a.C., quando vi fu la colonizzazione da parte dei Romani, che posero una guarnigione militare in questa zona considerata strategica in quanto situata all'imbocco della val Seriana. Venne costruita anche una fortificazione, presso la zona attualmente chiamata Santa Margherita, posta lungo la via Rubra, importante strada di collegamento tra la città di Bergamo e la bassa valle.
Vennero quindi a crearsi numerose contrade di piccole dimensioni, distinte tra loro: Blandacium (Viandasso), Sarcetum (Sarzetta), Olivetum, Fullonem (Fologne), Marcianica (Marzanica) e Picenygo.
Dopo la fine dell'impero romano il territorio fu oggetto di abbandono, anche a causa delle continue scorrerie barbariche che saccheggiarono a più riprese i piccoli villaggi. La situazione si stabilizzò a partire dal VI secolo, quando la zona fu assoggettata dai Longobardi che inserirono Torre Boldone, unitamente ai sobborghi cittadini di Redona e Valtesse, nei domini della Fara di Bergamo. Segni di quel periodo ci sono giunti anche dalla toponomastica: è difatti presente sul territorio il luogo denominato Gromo del gastaldo. Considerando che gromo sta ad indicare un'altura, mentre il gastaldo era un'autorità che assumeva l'esercizio della sovranità giurisdizionale e amministrativa, questa località probabilmente starebbe ad indicare un luogo in cui venne sepolto un alto funzionario longobardo.
A questa popolazione si deve anche la costruzione del primo edificio di culto cristiano, citato in documenti a partire dall'XI secolo, dedicato a san Michele arcangelo, santo particolarmente venerato dai Longobardi.

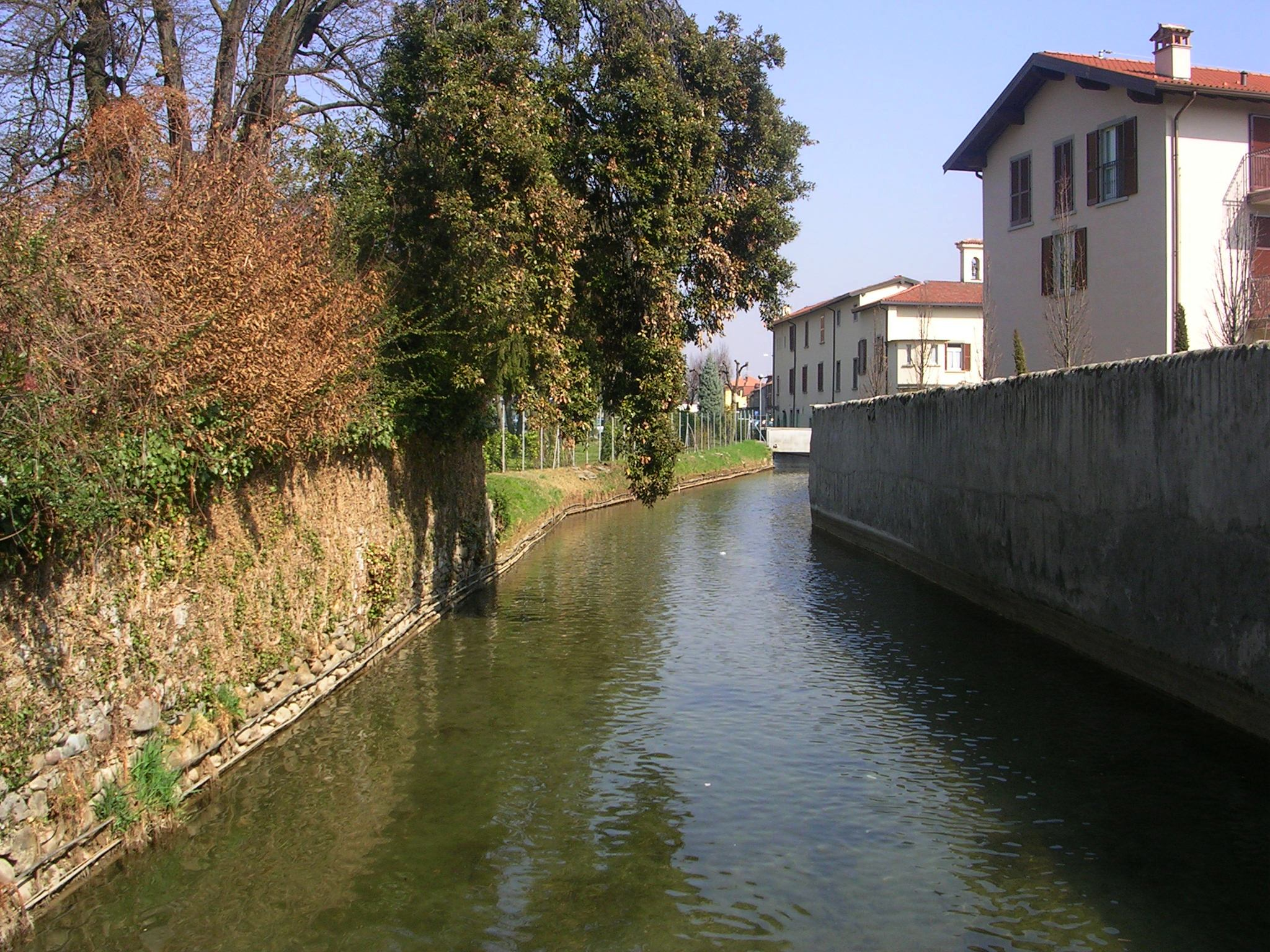
La medievale roggia Serio Grande

Ai longobardi subentrarono poi, a partire dalla seconda metà dell'VIII secolo, i Franchi. Questi ben presto delegarono il controllo del territorio ad enti e autorità locali, dando vita al sistema di governo denominato feudalesimo. Inizialmente la gestione del territorio di Torre Boldone, peraltro citato per la prima volta nell'847 in un documento ufficiale (un atto notarile per la ratifica di una permuta) con il nome di Turre, venne concessa ai Canonici di San Martino di Tours mentre, a partire dalla fine del X secolo venne infeudata da Ottone II al vescovo della città di Bergamo.
Il legame con la vicina città si fece sempre più intenso, tanto da essere considerato un suburbio della stessa.
Tra l'XI e il XII secolo alcuni personaggi del paese si ritagliarono spazi importanti nella società del tempo: tra questi Nervo degli Scarotti (spesso citato come magistro Nervo), un legisperito che assunse ruoli di rilievo nell'ambito del comune di Bergamo, ma anche Arderico da Torre, notaio e giudice di stirpe longobarda che, divenuto il notaio di fiducia del vescovo bergamasco, si introdusse negli ambienti più influenti della città di Bergamo e diede vita ad un'importante famiglia nobile, da un ramo della quale ebbe origine la famiglia dei Suardi.
In questo periodo, a fianco del primo edificio di culto di san Michele, se ne aggiunse un secondo dedicato a san Martino di Tours, che divenne in breve il riferimento per la popolazione locale. Torre Boldone era difatti composta da numerosi nuclei sparsi, piccole comunità legate da vincoli di sangue che avevano in proprio ambito territoriale agricolo, dedito per lo più alla coltivazione di cereali (miglio, segale, orzo e frumento), castagne e rape. A tal riguardo, a fronte di una popolazione prossima alle trecento unità, il 60% svolgeva attività agricole, il 25% attività artigianali, mentre il restante 15% apparteneva ad un ceto distinto.

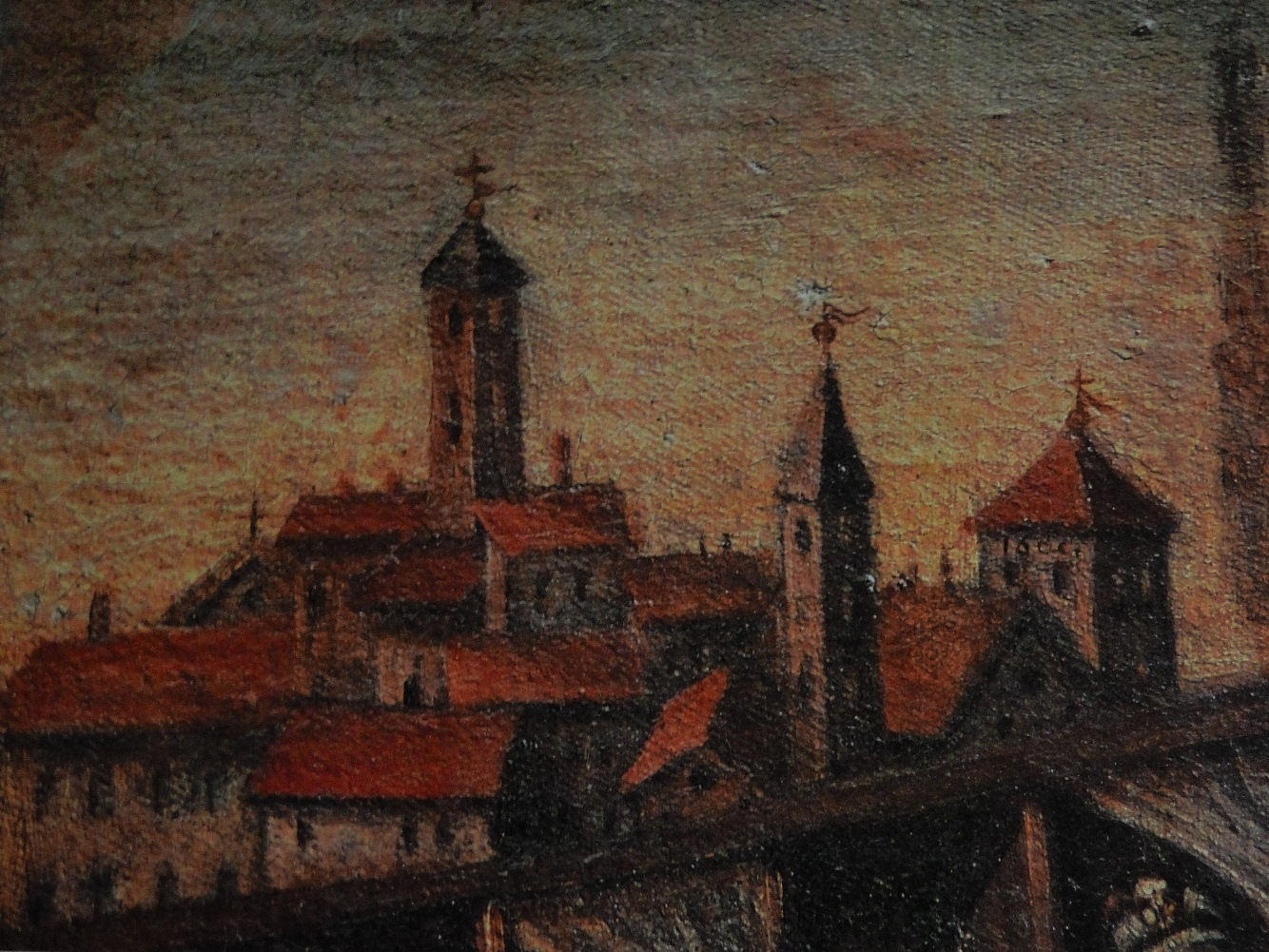
Dipinto di Torre Boldone nel 1500

L'età comunale si aprì con un evento di rilievo per il borgo, dal momento che, nell'ambito della guerra contro la Lega Veronese, l'imperatore Federico Barbarossa, si accampò nei campi situati tra le località Martinella (sul confine tra Gorle e Bergamo) e Imotorre, ancora presenti nella toponomastica locale con il nome di Campo di Federico.
A livello amministrativo, come indicato negli Statuti cittadini del XII e XIII secolo, Torre Boldone era incluso nei confini della città di Bergamo e considerato una contrada della stessa in quanto troppo distante dal centro della città per ottenere l'autonomia. Questa vicinanza tuttavia si rivelò proficua, dal momento che, con l'avvento dell'età comunale la città di Bergamo decise la costruzione di un canale artificiale che potesse soddisfare le necessità irrigue nei propri possedimenti nella pianura. Questa opera, inizialmente chiamata Fossatum Communis Pergami e successivamente conosciuta come roggia Serio Grande (anche se per la popolazione è sempre stata la "Seriola"), tagliava longitudinalmente il territorio di Torre Boldone e diede al paese un impulso produttivo, dal momento che lungo il proprio corso sorsero ben quindici mulini, utilizzati per movimentare segherie, frantoi e magli.

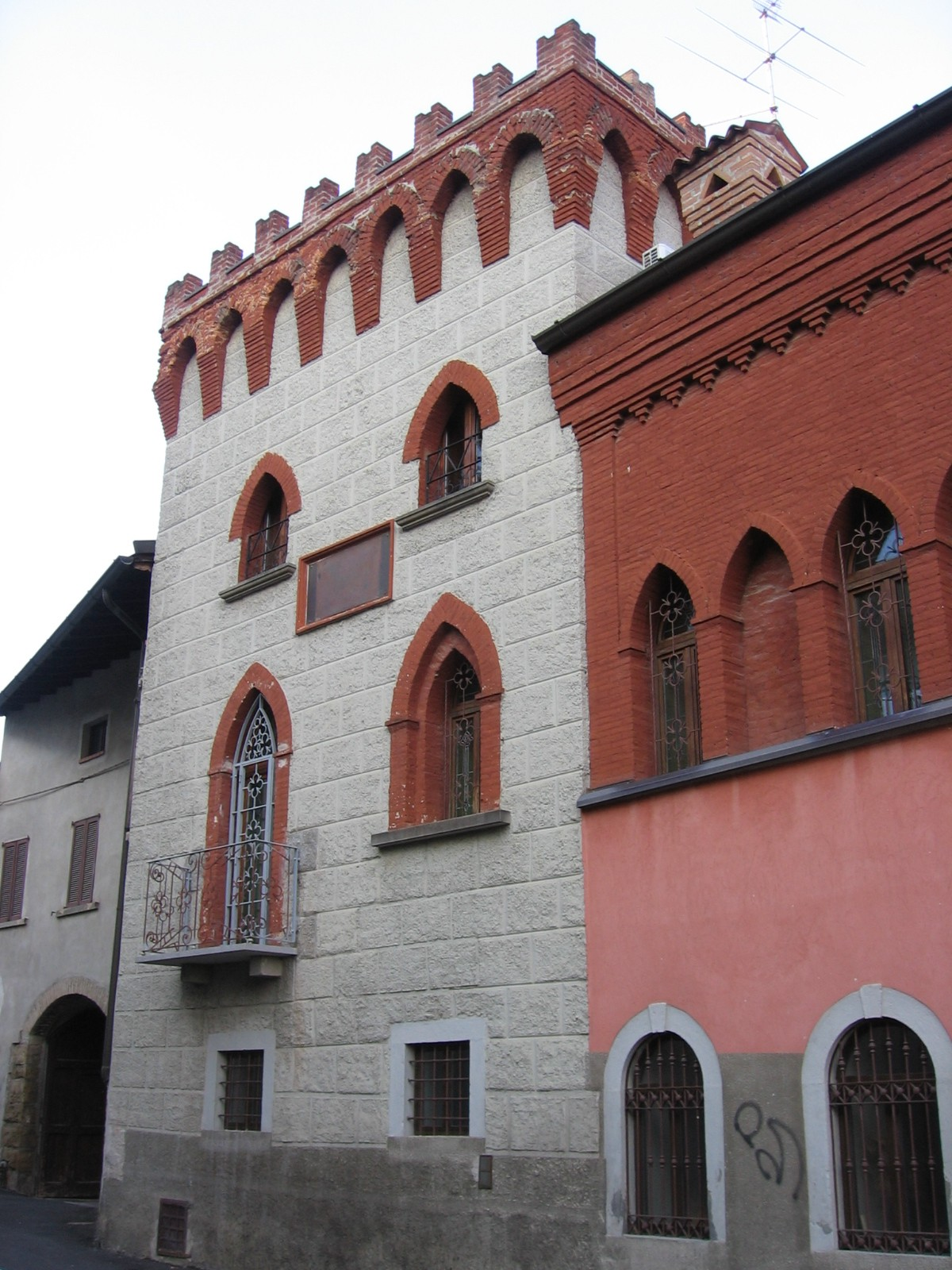
Fortificazione in zona Marzanica

Sul finire del Medioevo cominciarono a verificarsi attriti tra gli abitanti, divisi tra guelfi e ghibellini, che raggiunsero livelli di recrudescenza inauditi. Torre Boldone venne a trovarsi tra i domini guelfi, tanto da essere vittima a più riprese degli attacchi ghibellini. Le cronache riportano difatti che nel 1379 alcune abitazioni vennero incendiate e alcuni abitanti vennero presi prigionieri, due dei quali trovarono la morte. Nel 1393 invece si verificarono sanguinosi attacchi attorno alla città, culminati in agosto con assalti ghibellini ad abitazioni e uccisione di alcuni abitanti.
Dopo numerosi tentativi di pacificazione andati a vuoto, nel 1397 le ostilità ripresero in modo violento, con i ghibellini che occuparono gran parte dei castelli posti a difesa della città, tra cui anche quello di Viandasso. Ne derivò una cruenta battaglia che si svolse proprio nei campi tra Torre Boldone e Gorle, al termine della quale i guelfi ebbero la peggio, tanto che nel 1399 venne emessa un'ordinanza con la quale la popolazione era invitata ad abbandonare il paese. Gli stessi luoghi furono teatro di nuovi scontri nell'agosto del 1403 quando il baluardo guelfo di Viandasso fu al centro di un fallito tentativo di occupazione da parte della fazione avversa. Nel 1419 le contrade di Torre Boldone furono depredate da nuove incursioni ed infine nel 1428, nell'ambito della lotta tra Ducato di Milano e Repubblica di Venezia, venne prosciugata la roggia Serio, con i mulini posti lungo il corso della stessa che rimasero a secco e vennero dati alle fiamme.
Soltanto l'arrivo della Repubblica di Venezia mise la parola fine a queste lotte, portando un periodo di relativa quiete.
Con la Serenissima Torre Boldone, considerato inizialmente come contrada dei Corpi Santi (ovvero i possedimenti della città), venne inserito nella Vicinia di san Lorenzo, anche se già in documenti del 1433 e del 1454 viene indicato come comune autonomo. Tuttavia nella seconda parte dello stesso secolo rientrò nei confini di Bergamo: ritornando ad essere una vicinia poteva godere dei benefici, delle esenzioni e dei privilegi che aveva la città, venendo di fatto equiparata ad essa.
Nel frattempo la zona aveva acquisito discreta importanza anche a livello commerciale per via dell'esistenza di una strada, la cosiddetta via Mercatorum, che permetteva il passaggio di persone e merci dirette verso la val Brembana, in quei tempi difficilmente raggiungibile utilizzando gli impervi sentieri del fondovalle brembano. Questa strada lastricata si sviluppava dalla città di Bergamo e passando da Torre Boldone in breve arrivava a Nembro ed Albino, da cui saliva fino a Selvino e poi a Trafficanti (frazione di Costa Serina), e infine a Serina.
Tra gli eventi accaduti durante i secoli della dominazione veneta, sono da segnalare la terribile ondata di peste del 1630 che decimò la popolazione, che in pochi mesi passò da 455 a 280 abitanti, la costruzione della prima scuola del paese nel 1700 e l'edificazione della nuova chiesa parrocchiale, in posizione più centrale rispetto a tutte le contrade del paese nel 1739. Con la fine della Repubblica di Venezia e la contestuale instaurazione della napoleonica Repubblica Cisalpina, Torre Boldone riacquisì la propria autonomia amministrativa, persa però già nel 1809 in seguito ad un'imponente riorganizzazione territoriale attuata dai dominatori francesi. Con il nuovo cambio di regime, che nel 1816 vide nascere l'austriaco Regno Lombardo-Veneto, Torre Boldone si separò nuovamente da Bergamo ergendosi a comune, istituzione mantenuta fino ai giorni nostri.
Durante la seconda guerra mondiale, nel periodo dell'occupazione tedesca e della Repubblica Sociale Italiana, don Tranquillo Dalla Vecchia e madre Anastasia Barcella, superiora delle suore delle Poverelle, responsabili dell'Istituto Palazzolo a Torre Boldone si prodigano in aiuto dei perseguitati: ebrei e renitenti alla leva, facilitando la clandestinità e la fuga in Svizzera di molti di loro. Il 30 maggio 1944, in seguito a una delazione, i militi delle Brigate Nere fanno irruzione nel piccolo ospedale per arrestare i sei ebrei che in quel momento vi erano nascosti. Nessuno di loro sopravviverà alla prigionia. Tolentini muore in carcere a Milano il 16 agosto 1944 per le percosse subite. Gli altri vengono trasferiti da Milano al campo di transito di Bolzano il 7 settembre e il 24 ottobre deportati ad Auschwitz. Mario e Guido Nacamulli moriranno al campo di concentramento di Buchenwald, dove vi vennero trasferiti nel gennaio 1945. Per gli altri Auschwitz fu il luogo di morte. Don Dalla Vecchia non sarà deportato ma dovrà subire anch'egli mesi di percosse e dura detenzione, mentre la Madre Superiora, riuscita fortunosamente a fuggire da Torre Boldone, dovrà restare nascosta fino alla Liberazione.
Nel dopoguerra il comune fu soggetto ad un tumultuoso sviluppo urbanistico, sociale ed economico. La popolazione difatti crebbe in modo esponenziale raggiungendo numeri inimmaginabili solo qualche decennio prima: al censimento del 1901 gli abitanti erano 1400, cifra quasi raddoppiata nel 1951, mentre un solo decennio dopo avevano raggiunto quota 3440. Il vero boom avvenne nei due decenni successivi, in seguito ad un'imponente cementificazione del territorio che fece lievitare i residenti a 5877 nel 1971 ed a 7180 nel 1981, con un conseguente snaturamento del territorio, e unificazione in un unico nucleo abitativo delle differenti contrade fino ad allora separate.

### Simboli
Lo stemma e il gonfalone sono stati approvati con delibera del consiglio comunale del 19 settembre 1949 e concessi con decreto del presidente della Repubblica del 25 ottobre 1950.
Lo stemma unisce l'emblema della famiglia Boldù (trinciato d'azzurro e d'argento, alla colomba dello stesso, accollata di coroncina d'oro, posta nel primo) e una torre merlata alla ghibellina, arma parlante che richiama il nome del paese nonostante Torre Boldone sia sempre stato di fede guelfa.
La famiglia veneziana dei Boldù è emigrata in terra bergamasca nel XV secolo ma non sembra che abbia mai abitato in paese; il suo emblema è stato probabilmente inserito per l'assonanza con il nome Boldone, in bergamasco Boldù. Le lettere SM ai fianchi della torre sono un omaggio al patrono san Martino.
Il gonfalone è un drappo partito di rosso e d'azzurro.

## Monumenti e luoghi d'interesse

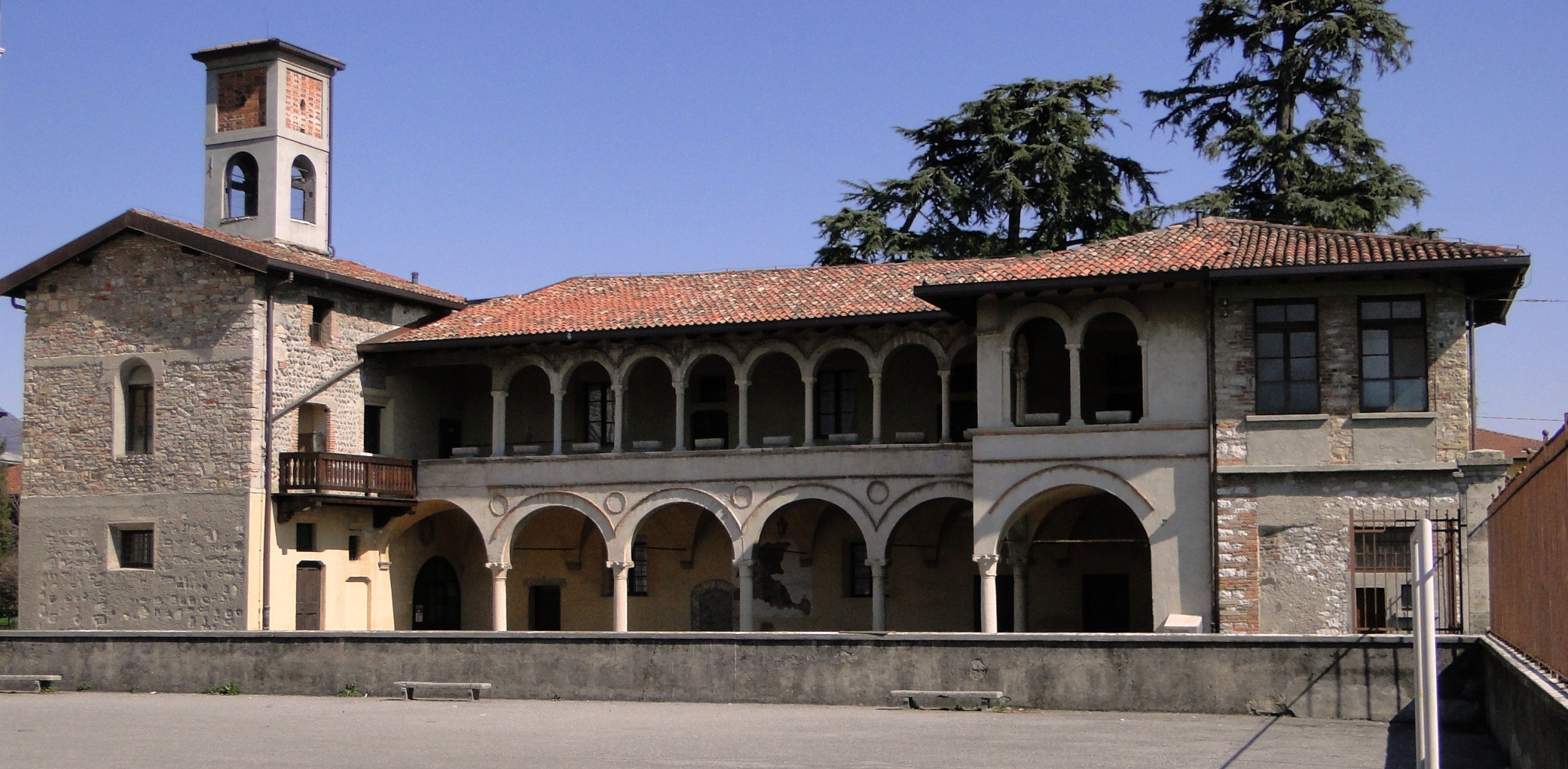
Il monastero di Santa Maria di Torre

In ambito storico e culturale l'edificio più importante è senza dubbio quello che per secoli è stato chiamato come Monastero di Santa Maria di Torre. Situato nella zona pianeggiante in località Imotorre, a lato della Strada provinciale 35 Bergamo-Nembro-Albino, attualmente è incluso nell'istituto  don Luigi Palazzolo gestito dalla Congregazione delle Suore Poverelle.
L'origine di questa struttura risale al 1342 quando Giorgio Del Zoppo, appartenente a una delle famiglie più in vista della città di Bergamo, incluse nel suo testamento una cospicua donazione alla propria moglie, Anexina Bucelleni, figlia di Bono Bucelleni di Gromo, da lui conosciuta quando fu ospitato dal padre a Gromo, qualora essa avesse deciso di farsi monaca: la donna prese quindi i voti, fondando un monastero femminile dedito alla Regola di sant'Agostino. In esso venne costruita una chiesa, dedicata a santa Maria Assunta, in stile romanico con annesso chiostro porticato con loggiato ad archetti, il tutto con l'aggiunta di numerosi affreschi.
Tuttavia già nel 1454, a causa di una scelta controversa presa da Giovanni Barozzi, vescovo di Bergamo, il monastero venne soppresso e aggregato al Monastero Matris Domini in Bergamo. La motivazione data fu che la comunità religiosa di Torre Boldone sorgeva in un luogo troppo isolato, lontano da recinzioni e mura, potendo quindi essere oggetto di aggressioni nemiche. Dopo numerosi dibattimenti l'istituzione religiosa venne ripristinata nel 1481, anche se nemmeno un secolo più tardi, nel 1575, venne nuovamente aggregata al monastero cittadino. A questo punto le proprietà vennero affidate a coloni che poco si curarono delle opere d'arte in esso contenute, che cominciarono a cadere in rovina, finché nel 1797 i beni vennero incamerati dalla napoleonica Repubblica Cisalpina e venduti alla facoltosa famiglia Camozzi. Nel corso del XX secolo la proprietà passò all'istituto religioso che attualmente lo gestisce, con una conseguente rivalutazione della struttura.

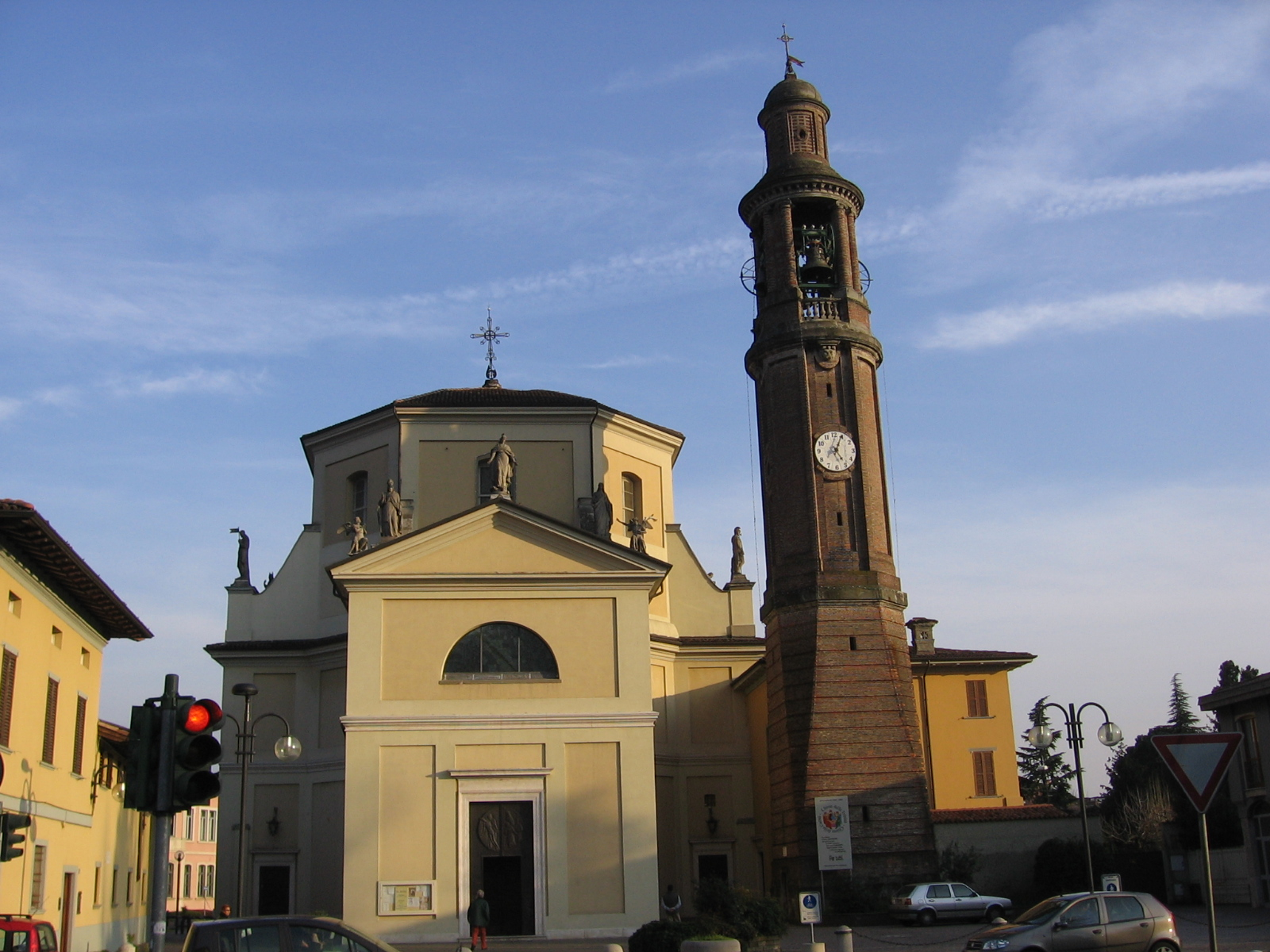
La parrocchiale di san Martino

Notevole importanza ricopre anche la chiesa parrocchiale, dedicata a san Martino vescovo, edificata su progetto di Giovan Battista Caniana e consacrata il 14 novembre 1745.
Questa chiesa sostituì la vecchia parrocchiale, considerata troppo piccola per le nuove esigenze della popolazione, ed ebbe anche la funzione di unire le diverse contrade, in quanto collocata in posizione intermedia tra i nuclei posti nella pianura e quelli sul colle, dedicata sempre al santo di Tours ma poi detta chiesa dei Morti di San Martino per la vicinanza con il territorio cimiteriale.

Successivamente ampliata nel 1892 da Elia Fornoni, presenta una pianta a croce latina (anche se nella conformazione originale era a croce greca) sormontata da una cupola a base ottagonale sorretta da quattro archi a tutto sesto, nella quale sono presenti due altari laterali con due confessionali ed il presbiterio con l'altare maggiore. I lavori di rifacimento operati alla fine del XIX secolo interessarono il campanile e la facciata, quest'ultima rifatta in stile classico con un timpano triangolare su cui è posta la statua di Maria Vergine ed adornata da otto statue di santi.
All'interno, dove sono predominanti le decorazioni in stile barocco lombardo, sono custoditi affreschi, tele e dipinti di buon pregio, nonché le reliquie dei santi Martino e Clemente.
Precedentemente la parrocchia aveva sede presso l'antica chiesa, poi denominata appunto San Martino Vecchio, nome che identifica l'intera zona che la circonda, posta a Nord della località Imotorre. Questo edificio di culto è citato in documenti a partire dall'XI secolo, anche se la struttura originale venne demolita nel 1740 al fine di far posto alla struttura esistente. Questa presenta una forma a pianta rettangolare con aula unica e volta a crociera, il cui ingresso è dato da un piccolo porticato. Il tutto mantenendo uno stile sobrio, con unici ornamenti un dipinto della Vergine con le anime del purgatorio, in quanto l'area antistante alla chiesa è stata per secoli il cimitero del paese, ed una statua in legno di san Martino. A margine di esso si trova una colonna che indica il punto esatto in cui sorgeva il primitivo edificio di culto.

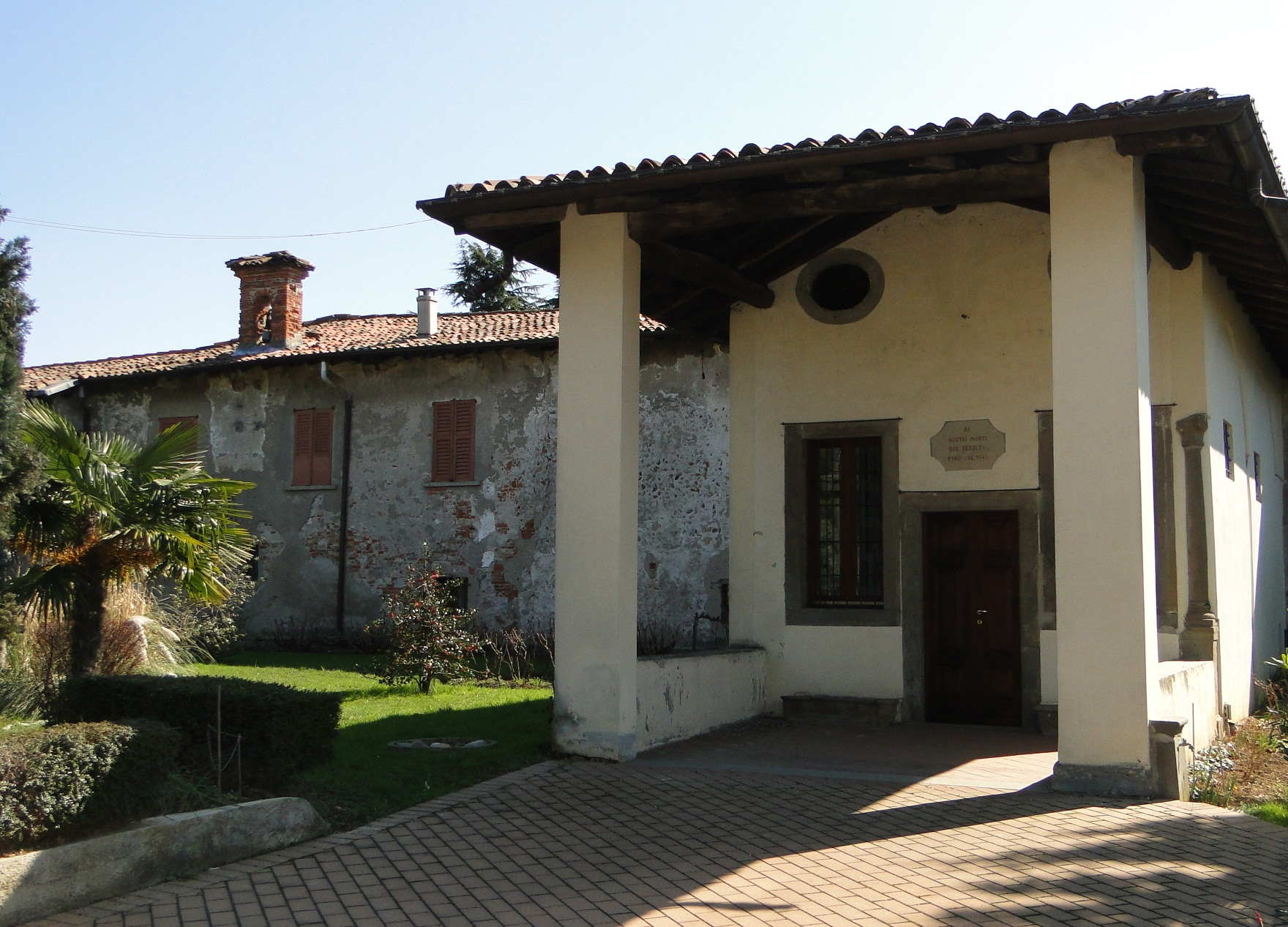
La chiesa di san Martino Vecchio

Sempre in ambito religioso, è presente anche la chiesa dei mortini alla Ronchella. Costruita nel 1718 in luogo di una piccola cappelletta dedicata alla Madonna del Suffragio, venne edificata per seppellire le vittime dell'epidemia di peste di manzoniana memoria. La struttura è ad aula unica con volta a botte, mentre all'interno è collocata una tela raffigurante la vergine del suffragio. Oltre ad essa merita menzione l'ex convento di santa Margherita, ubicato nell'omonima via. Conosciuto anche come casa degli Umiliati di Torre, risale alla metà del XIII secolo, e originariamente comprendeva anche una chiesetta dedicata a santa Margherita. Il convento ebbe vita breve, dal momento che venne chiuso già prima della fine del secolo, con l'intera proprietà che passò prima alla comunità e poi, dopo la confisca attuata dal regime napoleonico della repubblica Cisalpina, a privati. Dopo la demolizione della chiesa, avvenuta nel 1968, il resto della struttura versa in precarie condizioni.

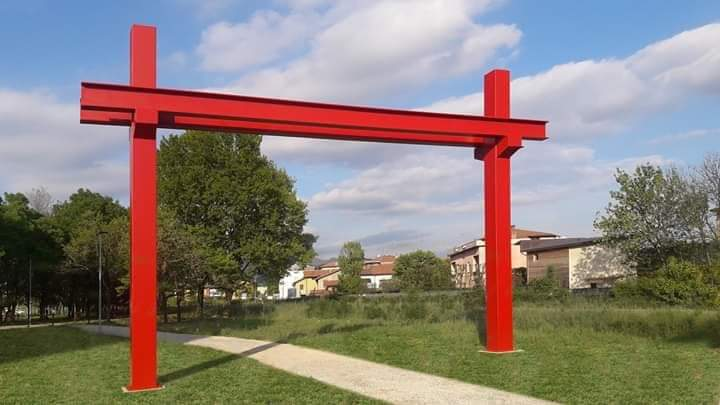
- Portale SITIP " la porta della val Seriana " - opera dell'Artista Francesco Lussana

In ambito civile numerose sono le ville storiche, anche se poco valorizzate. Oltre alla Villa Pesenti, che ancora dispone di un grande giardino, degno di nota è il Palazzo Regazzoni che, situato tra il polo scolastico e l'area destinata al mercato settimanale, venne edificato nel XV secolo dalla famiglia Noris Questa lo cedette alla famiglia Regazzoni, che la fece ristrutturare dotandola di un'elegante facciata e di un ampio giardino, caratterizzandolo con la sezione composta da due corpi ortogonali tra loro. Conosciuto anche come dell'Incoronata, per via del fatto che per un lungo periodo vi si insediarono le suore dell'incoronata, che vi istituirono un orfanotrofio, versa in stato di abbandono ed è al centro di numerosi progetti volti ad un suo recupero.
Un altro edificio di rilievo è la secentesca villa Piceni, fatta edificare dalla famiglia Piceni della Costa, che sul finire del XVII secolo vi fece aggiungere la chiesetta di sant'Antonio da Padova. Comunemente chiamata villa Reich, in quanto acquistata nel XIX secolo dall'industriale tessile Giovanni Reich, è situata nei pressi di un parco nella zona del viale delle Rimembranze, anche se ormai stretta tra i nuovi edifici.
Nei primi anni del millennio è stato istituito un parco, denominato bosco urbano, a fianco della strada provinciale della val Seriana, in cui è stata collocata l'opera "Portale SITIP", eseguita dall'Artista Francesco Lussana  -  l'opera rappresenta simbolicamente la porta d’ingresso della valle Seriana.

## Società

### Evoluzione demografica
Abitanti censiti

### Etnie e minoranze straniere
Gli stranieri residenti nel comune sono 839, ovvero il 9.6% della popolazione. Di seguito sono riportati i gruppi più consistenti:
1. Romania, 150
2. Marocco, 120
3. Bolivia, 75
4. Albania, 72
5. Ucraina, 60
6. Filippine, 32
7. Cina, 28
8. Costa d'Avorio, 28
9. Senegal, 26
10. Perù, 22

## Infrastrutture e trasporti

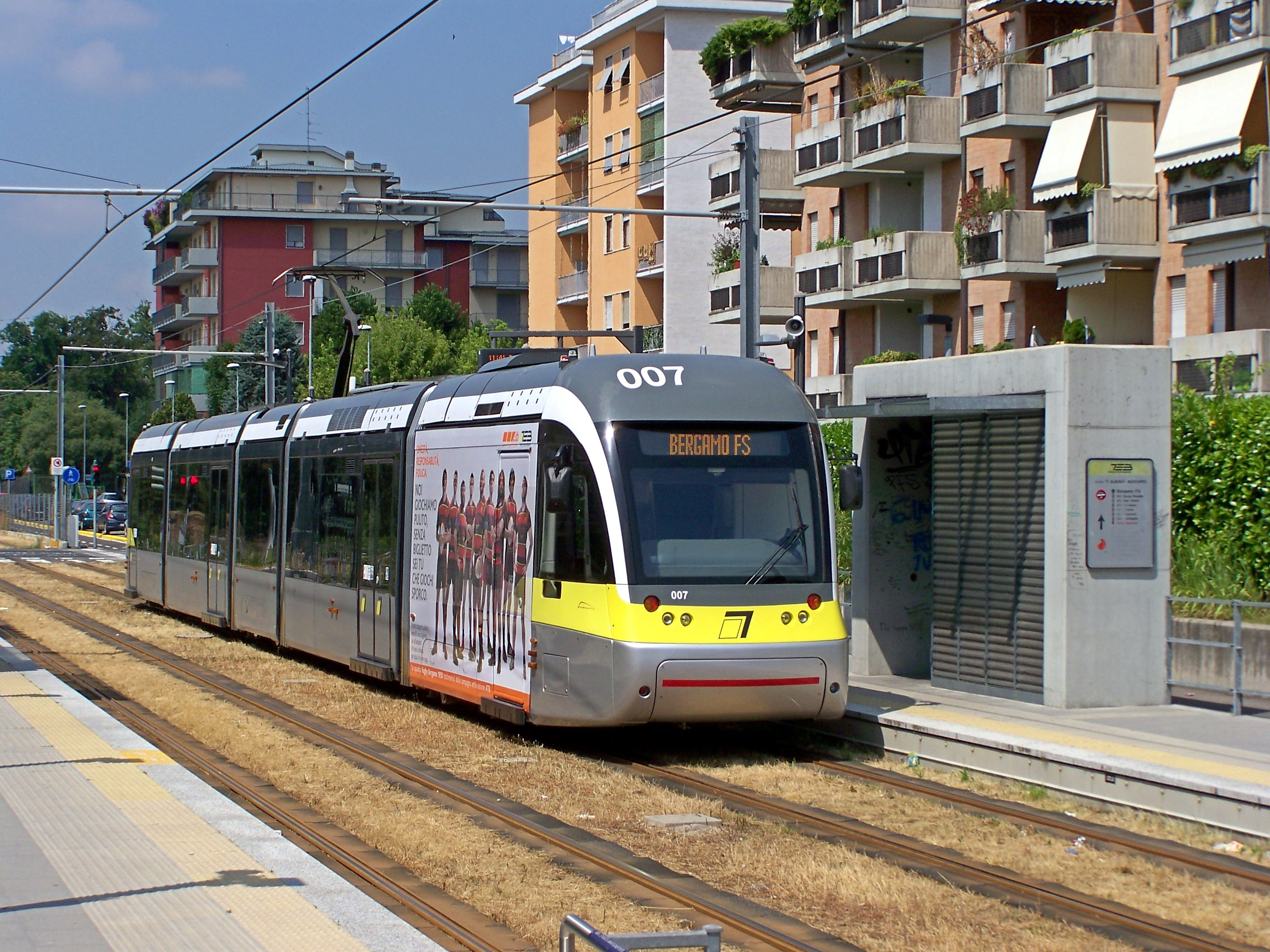
Il tram delle valli presso Torre Boldone

Già storicamente servita dalla tranvia Bergamo-Albino, che operò fra il 1912 e il 1953 e dalla ferrovia della Val Seriana, attiva su questa tratta fra il 1884 e il 1967, sul sedime di quest'ultima è in esercizio dal 2009 la tranvia Bergamo-Albino che osserva fermata in corrispondenza della preesistente stazione di Torre Boldone.

## Amministrazione
| Periodo        | Periodo        | Primo cittadino     | Partito                        | Carica  | Note |
| -------------- | -------------- | ------------------- | ------------------------------ | ------- | ---- |
| 1990           | 1995           | Alberto Carrara     |                                | Sindaco |      |
| 23 aprile 1995 | 12 giugno 1999 | Annalisa Colleoni   | Lista civica Per Torre Boldone | Sindaco |      |
| 13 giugno 1999 | 13 giugno 2004 | Annalisa Colleoni   | Lista civica Per Torre Boldone | Sindaco |      |
| 14 giugno 2004 | 7 giugno 2009  | Claudio Piazzalunga | Lista civica Per Torre Boldone | Sindaco |      |
| 8 giugno 2009  | 25 maggio 2014 | Claudio Sessa       | centrodestra                   | Sindaco |      |
| 26 maggio 2014 | 25 maggio 2019 | Claudio Sessa       | Lista civica Insieme per Torre | Sindaco |      |
| 26 maggio 2019 | in carica      | Luca Macario        | Lista civica Insieme per Torre | Sindaco |      |